# 塔拉哈塔斯普林斯 (阿拉巴馬州)
塔拉哈塔斯普林斯（英語：Tallahatta Springs）是一個位於美國阿拉巴馬州克拉克縣的非建制地區。該地的面積和人口皆未知。

## 地理
塔拉哈塔斯普林斯的座標為31°54′35″N 87°52′36″W / 31.90960°N 87.87667°W，而該地最高點為海拔高度660米（即200英尺）。